# Элисон (тропический шторм)
Тропический шторм «Элисон» (англ. Tropical Storm Allison) — разрушительный тропический шторм, обрушившийся на юго-восток Техаса в июне 2001 года во время сезона ураганов в Атлантике. Эллисон был первым штормом после тропического шторма Фрэнсис в 1998 году, обрушившимся на северное побережье Техаса.
Шторм принес сильные дожди, достигнув максимума в 40 дюймов (1000 мм) в Техасе. Самое сильное наводнение произошло в Хьюстоне, где от Эллисон пострадала больше всего: 30 000 человек остались без крова после того, как шторм затопил более 70 000 домов и разрушил 2744 дома. Центр города Хьюстон был затоплен наводнением, в результате чего больницам и предприятиям был нанесен серьёзный ущерб. В Техасе погибли 23 человека. На всем своем пути Эллисон нанесла ущерб на 9 миллиардов долларов и 55 человек погиб. Помимо Техаса, больше всего пострадали Луизиана и юго-восточная Пенсильвания.
После шторма президент Джордж Буш обозначил 75 округов на пути Элисон как районы бедствия, что позволило пострадавшим гражданам обратиться за помощью. Затем, четвёртый по величине атлантический тропический циклон и по-прежнему самый дорогой атлантический тропический циклон, который никогда не был сильным ураганом, Элисон был первым атлантическим тропическим штормом, название которого было прекращено, но никогда не достигшим ураганной силы.

## Метеорологическая история

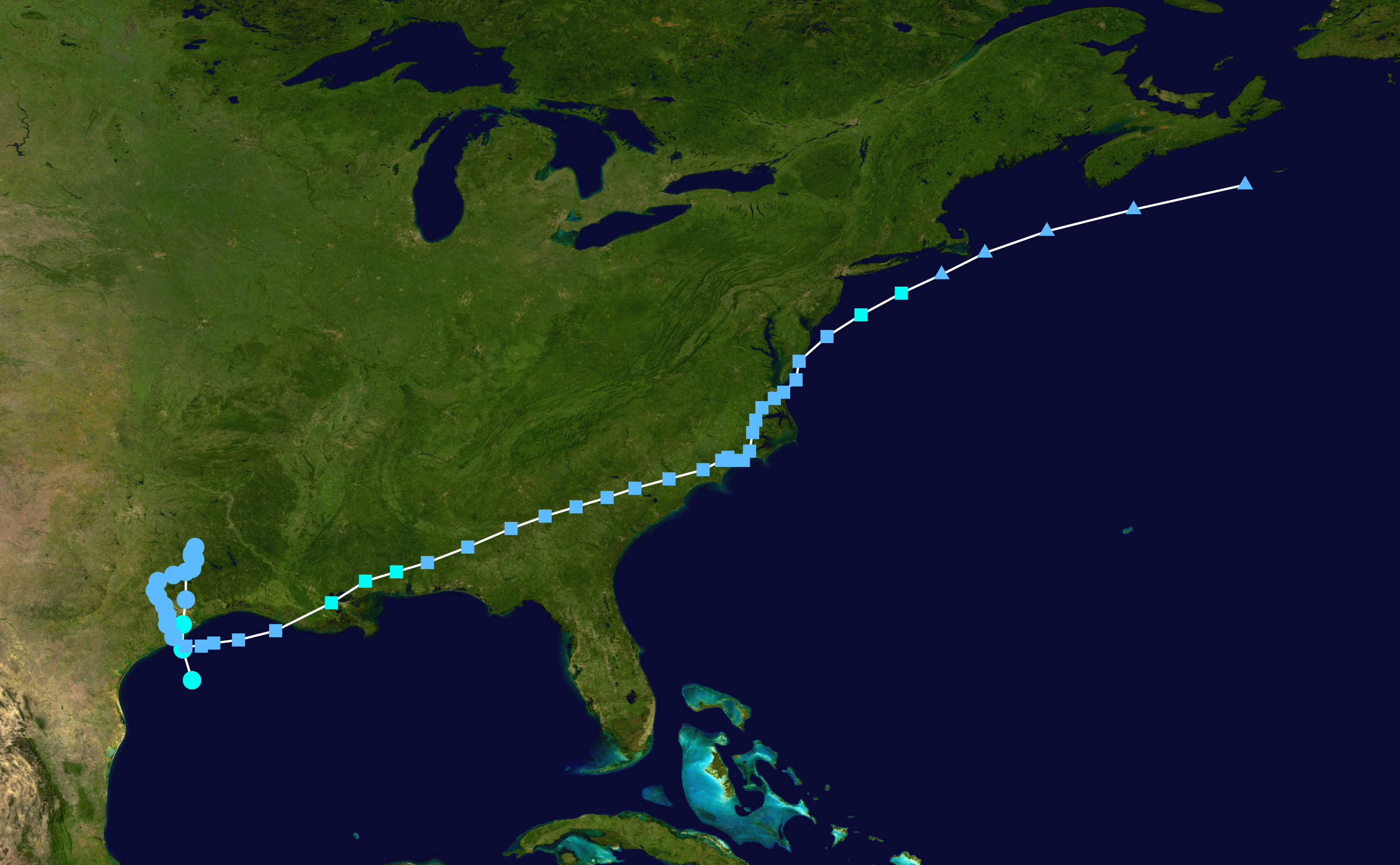
Карта пути и интенсивности Тропического шторма Эллисон по шкале Саффира — Симпсона

Тропическая волна двинулась от берегов Африки 21 мая 2001 года. Она двинулась на запад через Атлантический океан, сохраняя на своем пути небольшую конвекцию. Пройдя через Южную Америку и юго-западную часть Карибского моря, волна вошла в восточную часть северной части Тихого океана 1 июня. Циркуляция на низком уровне развилась 2 июня, когда она находилась примерно в 230 милях (370 км) к юго-юго-востоку от Салина-Крус, Мексика. Южный поток вынудил систему двинуться на север, и 3 июня волна двинулась вглубь суши. Циркуляция на нижнем уровне прекратилась, хотя циркуляция на среднем уровне сохранилась. Он вышел в Мексиканский залив 4 июня, и на его восточной стороне возникла глубокая конвекция. Ранним утром 5 июня спутниковые снимки показали, что на северо-западе Мексиканского залива формируется тропическая депрессия, чему способствовали сообщения о порывах ветра до 60 миль в час (95 км/ч) всего в нескольких сотнях футов над уровнем моря. поверхность, по направлению к восточной стороне системы.
В 12:00 UTC 5 июня возмущение развило широкую циркуляцию на низком уровне и было классифицировано как тропический шторм Эллисон, первый шторм сезона атлантических ураганов 2001 года. Прогнозировалась некоторая интенсификация, хотя ожидалось, что ей помешают низкие температуры морской поверхности. Из-за того, что центр является холодным ядром, Эллисон изначально содержал субтропические характеристики. Несмотря на это, шторм быстро усилился, достигнув пиковой продолжительности ветра 60 миль в час (95 км/ч), с тропическим штормовым ветром, простирающимся до 230 миль (370 км) к востоку от центра, и минимальным центральным давлением в 1000 мбар. Сначала шторм двигался очень мало, и наличие нескольких небольших вихрей внутри глубокой конвекции затрудняло определение точного местоположения центра. Позже в тот же день появилось несколько разных прогнозов трека. В одном сценарии циклон двигался на запад, в Мексику. Другой прогнозировал, что шторм будет двигаться на восток в сторону южной Луизианы. В то время было отмечено, что около центра продолжались небольшие дожди или ветер, а скорее к северу и востоку. Под управляющими течениями субтропического хребта, который простирался с востока на запад через юго-восток Соединённых Штатов, Эллисон ослабла, приближаясь к береговой линии Техаса, и нанесла удар около Фрипорта, штат Техас, при скорости ветра 50 миль/ч (80 км/ч). Внутри страны шторм быстро ослабел, и 6 июня Национальный центр по ураганам прекратил выпуск рекомендаций. Вскоре после того, как рейтинг был понижен до тропической депрессии, наземные наблюдения показали удлиненную циркуляцию с плохо определённым центром, которая изменилась ближе к глубокой конвекции.

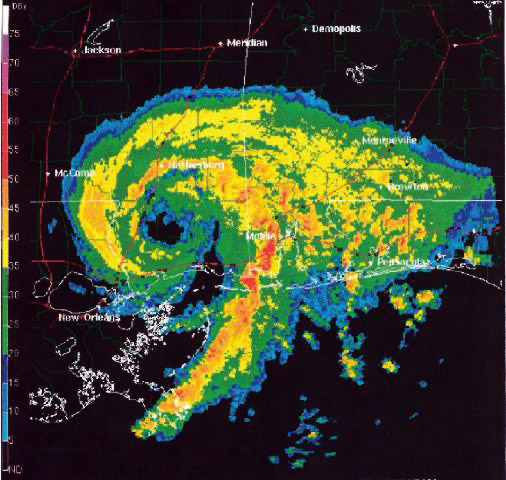
Субтропический шторм Эллисон с изображением глаза над Миссисипи

Впадина дрейфовала на север, пока не достигла Лафкина, штат Техас, где остановилась из-за системы высокого давления к северу. Во время выхода на сушу над Техасом, шторм обрушил сильный дождь, достигнув максимума чуть более 40 дюймов (1033 мм) в северо-западном округе Джефферсон. 7 июня субтропический хребет у побережья Флориды ослаб, а хребет к западу от Техаса усилился. Это заставило Тропическую депрессию Эллисон сделать петлю по часовой стрелке, и шторм начал дрейфовать на юго-запад. Когда центр достиг Хантсвилля, штат Техас, от Луизианы на запад в сторону Либерти, штат Техас, начала строиться полоса сильного дождя, что вызвало дополнительное наводнение. В то время в системе было минимальное центральное давление около 1004 мбар и максимальный устойчивый ветер около 10 миль в час (16 км/ч). Поздно 9 июня и рано 10 июня остатки Эллисон повторно вошли в Мексиканский залив и вышли из открытых вод. Из-за сухого воздуха и умеренного сдвига западного ветра шторм превратился в субтропический циклон. В то время как субтропическая депрессия двигалась на восток, новая циркуляция низкого уровня перестроилась на восток, и Эллисон быстро вышла на берег Морган-Сити, штат Луизиана, 11 июня. Примерно в то же время поверхностный центр преобразовался к востоку-северо-востоку от своего предыдущего местоположения, выровнявшись с циркуляцией среднего уровня. Сильные грозы переросли и Эллисон превратился в субтропический шторм над юго-востоком Луизианы. Буря усиливалась дальше, чтобы достичь устойчивого ветра 45 миль в час (70 км/ч) и минимальной барометрическом давлении около 1000 мбар вблизи Маклейна, штат Миссисипи, в сопровождении хорошо определённого глаза.
12 июня в 00:00 по всемирному координированному времени шторм был официально понижен до уровня субтропической депрессии. Несколько ускоряясь, депрессия прослеживалась на восток-северо-восток через Миссисипи, Алабаму, Джорджию и Южную Каролину, прежде чем стала почти неподвижной около Уилмингтона, Северная Каролина. Депрессия дрейфовала через Северную Каролину и какое-то время двигалась на северо-восток в ответ на приближающийся холодный фронт. Хотя спутниковые и радиолокационные изображения показывают, что система была хорошо организована, система замедлялась и перемещалась беспорядочно в течение определённого периода времени, выполняя то, что казалось небольшим циклом против часовой стрелки. Шторм начал двигаться в основном в северо-восточном направлении и 16 июня перешёл на южную часть полуострова Дельмарва. Субтропические остатки достигли Атлантического океана 17 июня, и, когда они находились к востоку от Атлантик-Сити, штат Нью-Джерси, ветры снова начали усиливаться. и сильные дожди образовались к северу от циркуляции. Низина взаимодействовала с фронтальной границей и начала сливаться с ней, когда ускорялась на северо-восток со скоростью 13 миль в час (21 км/ч). Остатки Эллисон ненадолго переросли в субтропический шторм, хотя югу от Лонг-Айленда он стал внетропическим. Позже, 17 июня, впадина была расположена у побережья Род-Айленда, что привело к выпадению ряда осадков над Новой Англией. К 18 июня остатки тропического шторма были поглощены фронтальной границей и, в конечном счете, прошли к югу от мыса Рэйс, Ньюфаундленд, 20 июня, где внетропический циклон рассеялся.

## Подготовка
Вскоре после того, как образовался шторм, официальные лица округа Галвестон, штат Техас, объявили о добровольной эвакуации для западной оконечности острова Галвестон, поскольку этот район не был защищен морской дамбой Галвестона. Паром с острова на полуостров Боливар был закрыт, в то время как добровольная эвакуация была объявлена в Серфсайде в округе Бразория. Когда Национальный центр по ураганам выпустил первые рекомендации по Эллисон, официальные лица выпустили предупреждения о тропическом шторме от Сарджента, штат Техас, до Морган-Сити, штат Луизиана. После того, как шторм обрушился на берег, во многих районах восточного Техаса были выпущены часы и предупреждения о внезапных наводнениях. Во время наводнения Национальная метеорологическая служба в Хьюстоне выпустила 99 предупреждений о внезапных наводнениях со средним временем заблаговременности 40 минут. В среднем за 24 минуты Национальная служба погоды в Лейк-Чарльз, штат Луизиана, выпустила 47 предупреждений о внезапных наводнениях. При среднем заблаговременности 39 минут Национальная метеорологическая служба Нового Орлеана / Батон-Руж выпустила 87 предупреждений о внезапных наводнениях, из которых 30 не сопровождались внезапными наводнениями.
В Таллахасси, штат Флорида, за день до того, как Эллисон двинулась через этот район на север, открылся приют, в котором семь сотрудников разместили 12 человек. Два других убежища были в режиме ожидания. Команды информировали жителей Флориды об опасности наводнения.